# Flugunfall einer Curtiss C-46 bei Caranavi
Der Flugunfall einer Curtiss C-46 bei Caranavi ereignete sich am 22. Januar 1962. An diesem Tag verunfallte eine Maschine des Typs Curtiss C-46D-15-CU Commando, mit der ein Frachtflug durchgeführt werden sollte, nach einem misslungenen Startversuch. Bei dem Unfall starben alle sechs Insassen an Bord der Maschine. 

## Maschine
Das Flugzeug war eine Curtiss C-46D-15-CU Commando, die im Jahr 1945 im Werk von Curtiss-Wright endmontiert wurde und die Werknummer 33579 trug. Die Maschine wurde mit dem militärischen Luftfahrzeugkennzeichen 44-78183 an die United States Army Air Force ausgeliefert. Im Jahr 1945 wurde die Maschine an die Reconstruction Finance Corporation veräußert, welche die Maschine im Jahr 1946 an die bolivianische CBF Corporacion Boliviana de Fomento weiterveräußerte. Die CBF ließ die Maschine mit dem Kennzeichen CB-42 wieder zu. Im Jahr 1951 wurde die Maschine noch einmal umgemeldet und erhielt in diesem Zuge das Luftfahrzeugkennzeichen CB-541. Das zweimotorige Mittelstreckenflugzeug war mit zwei 18-Zylinder-Doppelsternmotoren des Typs Pratt & Whitney R-2800-51 Double Wasp ausgestattet.

## Insassen
Es befanden sich sechs Besatzungsmitglieder an Bord der Maschine. Der 39-jährige Flugkapitän verfügte über 3.135 Stunden Flugerfahrung, wovon er 611 Stunden im Rang des Kapitäns der Curtiss C-46 und 1.924 Stunden im Rang des Ersten Offiziers dieses Flugzeugtyps abgeleistet hatte. Der Erste Offizier verfügte über 1.969 Stunden Flugerfahrung.

## Unfallhergang
Am 22. Januar 1962 um 14:35 Uhr bestieg die Besatzung die Maschine. Vor dem Start war eine Verzögerung aufgetreten, da Probleme mit dem Propellerregler des rechten Triebwerks (Nr. 2) aufgetreten waren. Diese wurden behoben und nach einem erfolgreichen Triebwerkstest konnte der Start durchgeführt werden.
Der Startlauf begann um 15:16 Uhr. Nach etwa 190 Metern bemerkte die Besatzung, dass das Flugzeug nach links abdriftete, weshalb sie zunächst leicht nach rechts korrigierte. Das rechte Hauptfahrwerk kam daraufhin von der Landebahn ab und geriet in einen Entwässerungsgraben. Trotz dieses Zwischenfalls setzten die Piloten den Start fort. Nach 496 Metern prallte der rechte Flügel gegen eine Lehmmauer, was zu einem Abriss der rechten Tragflächenendspitze führte. Der Pilot setzte den Startlauf dennoch fort und rotierte nach 580 Metern die Maschine.
Etwa 707 Meter nach Beginn des Startlaufs prallte der Propeller des rechten Triebwerks gegen einem Baum, der etwa 15 Zentimeter Durchmesser hatte. Die Maschine nahm einen rechtswärtigen Rollwinkel von bis zu 70 Grad ein. Schließlich kollidierte die rechte Tragfläche mit etwa 15 Meter hohen Bäumen, wodurch die Tragfläche so stark beschädigt wurde, dass die Maschine schließlich zu Boden stürzte und dort mit der Flugzeugnase zuerst aufschlug.

## Unfallursache
Die genaue Ursache des Unglücks wurde in dem Abschlussbericht der Unfalluntersuchung ermittelt. Als wahrscheinliche Ursache für den Absturz wurden Pilotenfehler festgestellt. Der Kapitän habe den Startlauf trotz des bereits erkennbaren, schweren Schadens an der rechten Tragfläche und der Tatsache, dass das Flugzeug vom Kurs abgekommen war, nicht abgebrochen. Besonders nach dem Abriss der rechten Tragflächenspitze und der Kollision mit der Lehmmauer hätte der Pilot den Start abbrechen müssen.